# Цвєтов Ігор Сергійович
Цвєтов Ігор Сергійович (нар. 2 березня 1994) — український легкоатлет, майстер спорту України, чотириразовий чемпіон паралімпійських ігор. Чемпіон світу 2019 року у бігу на 100 та 200 метрів. Повний кавалер українського ордена «За заслуги».

## Біографія

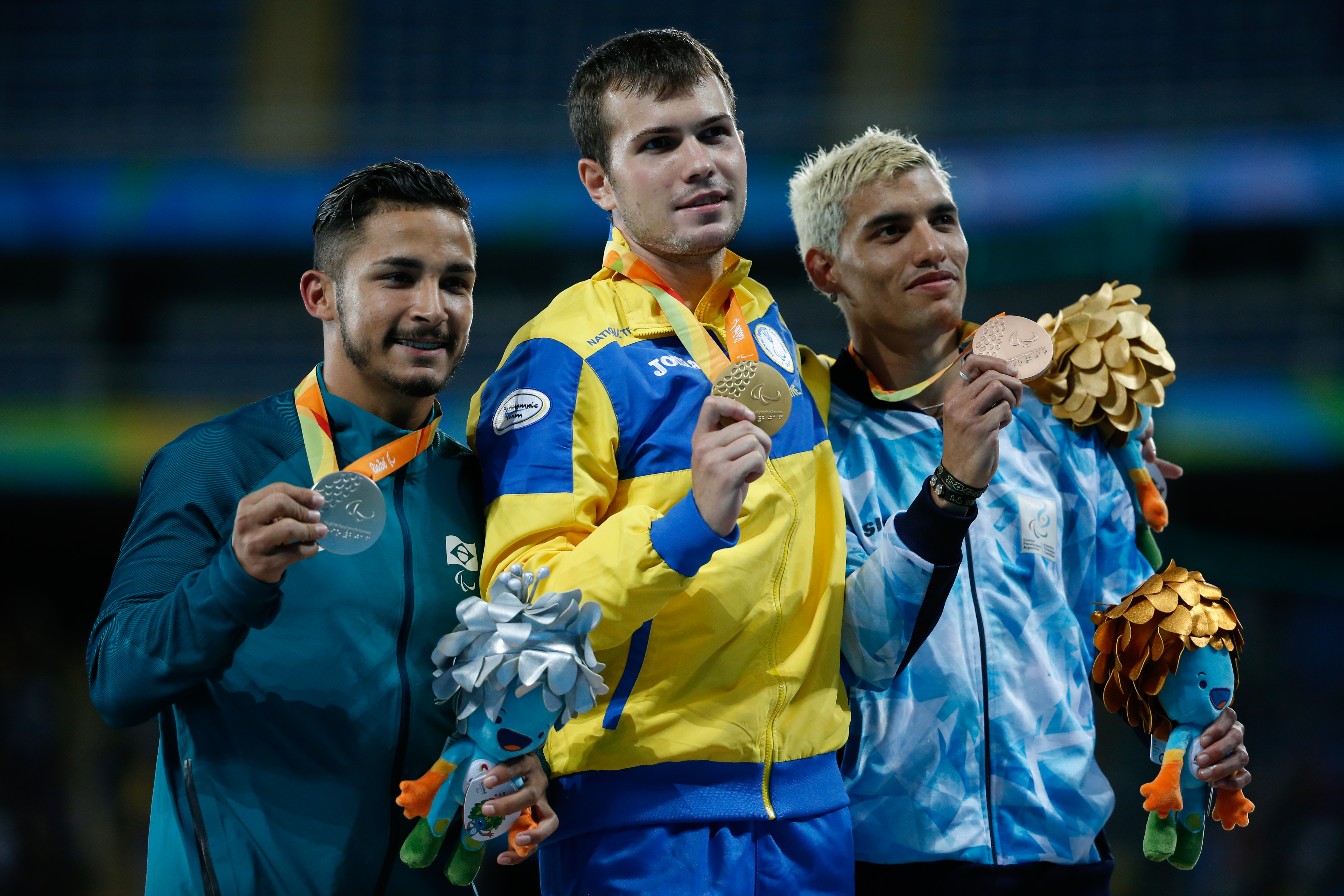
Ігор Цвєтов на п'єдесталі літніх Паралімпійських ігор 2016 року в Ріо-де-Жанейро

Займається легкою атлетикою у Миколаївському регіональному центрі з фізичної культури і спорту інвалідів «Інваспорт». Дворазовий чемпіон міжнародного турніру 2016 року.

### Паралімпійські ігри 2016
Дебютант та дворазовий чемпіон XV літніх Паралімпійських ігор 2016 року серед спортсменів з церебральним паралічом. У забігу на 100 метрів у кваліфікації Ігор Цвєтов встановив новий світовий рекорд (12,22 секунди), обійшовши досягнення китайця Сен Янга на літніх Паралімпійських іграх 2008 року в Пекіні. У фіналі забігу на 200 метрів установив паралімпійський рекорд (25,11 секунди), покращивши більше ніж на пів секунди своє ж досягнення у кваліфікації (25,64 секунди).

### Чемпіонат світу 2019
На Чемпіонат світу з легкої атлетики, що відбувався 2019 року з 7 по 15 листопада у Дубаї (Об'єднані Арабські Емірати) завоював золоту нагороду у бігу на 200 (T35). До цього Чемпіонату дуже ретельно готувались разом із тренером, адже на ньому вперше брала участь дискваліфікована раніше за допінгові скандали російська збірна, спортсмени якої вважалися беззаперечними лідерами та рекорсменами у цій дисципліні. Ігор переміг з результатом 23,04 зі світовим рекордом, перевершивши російський рекорд на цій дистанції зі значним відривом.
Півфінали змагання з бігу на 100 метрів у категорії Т35 проходили вранці 14 листопада. Ігор біг у першому півфіналі та кваліфікувався з першим місцем. При цьому перевершив раніше встановлений ним же на Паралімпіаді у Ріо-де-Жанейро рекорд світу на 0,03 с (12,19 с). Фінал відбувся ввечері наступного дня 15 листопада. Під час цього забігу Цвєтов  виборов золото, при цьому знову покращивши рекорд світу (11,77 с). Друге та трєтє місця зайняли росіяни Артем Калашян (11,93 с - особистий рекорд) та Дмитро Сафронов (12,03 с - рекорд сезону).

## Відзнаки та нагороди
- Орден «За заслуги» I ст. (18 вересня 2024) — За досягнення високих спортивних результатів на ХVІІ літніх Паралімпійських іграх у місті Парижі (Французька Республіка), виявлені самовідданість та волю до перемоги, утвердження міжнародного авторитету України[7]
- Орден «За заслуги» II ст. (16 вересня 2021) — За значний особистий внесок у розвиток паралімпійського руху, досягнення високих спортивних результатів на XVI літніх Паралімпійських іграх у місті Токіо (Японія), виявлені самовідданість та волю до перемоги, утвердження міжнародного авторитету України[8]
- Орден «За заслуги» III ст. (4 жовтня 2016) — За досягнення високих спортивних результатів на XV літніх Паралімпійських іграх 2016 року в місті Ріо-де-Жанейро (Федеративна Республіка Бразилія), виявлені мужність, самовідданість та волю до перемоги, утвердження міжнародного авторитету України[9]
- 27 серпня 2020 року ім'я Ігоря Цвєтова з'явилося на «Площі Зірок» у Києві. Того ж дня його було нагороджено ОБСЄ медаллю ІІ ступеня «За мир та стабільність».[10]